# ميهيرا ايراني
ميهيرا جيهانغير إيراني (20 مايو 1989 - 7 يناير 1907) كانت المندالية (تلميذة) الأقرب لمهير بابا، حيث قال عنها مهير بابا إنها كانت أنقى روح في الكون وأنها أحبته كما يجب أن يكون محبوبًا، وقد أطلق عليها اسم «رادها» وقال: «إنها نَفَسي الذي لا أستطيع العيش فيه بدونه»، كما كتب عنها الدكتور تشارلز هاينز قائلاً: «أشار مهير بابا إلى أن رفيقة الرمز الذي تجسَّد بوضوح الحب الأسمى هي أقرب تلميذة. في هذا الحالة، هي ميهيرا، تماماً مثلما كانت سيتا لراما، ورادها لكريشنا، ومريم للمسيح، لذلك فإن ميهيرا هي نفس الأمر بالنسبة لمهير» 
سجلت سيرتها مع مهير بابا في ثلاث وثائقيات بتسلسل زمني تحت عنوان ميهيرا-مهير: الحب الأسمى كتبها ديفيد فونستر.
اجتمعت ميهيرا مع مهير بابا للمرة الأولى في 15 أكتوبر 1922 عن عمر يناهز 15 عامًا في قرية ساكوري بأشرم (معبد) أبواسني ماهاراج خلال زيارة مع والدتها، لكنها لم تأت للبقاء مع بابا في مهير آباد حتى عام 1924. تعتبر فريدة بين النساء المانداليات لدى مهير بابا، فقام بعزلها منعاً لإتصالها بالرجال. حتى أواخر الستينات من القرن العشرين لم يكن يسمح مهير لماهيرا إيراني بالخروج من عزلتها ومقابلة بعض الرجال حتى من بعيد، كانت تلوح لهم بيديها من على شرفة في مهيرازاد احتراماً لهم واحتراماً لبابا وتحييهم «جاي بابا!» 
كانت ميهيرا واحدة من أربع نساء رافقن بابا في فترة حياته الجديدة من 1949 إلى 1951. في عام 1952، عانت ميهيرا من إصابات خطيرة في الرأس جراء حادث سيارة مع مهير بابا بالقرب من براغ ، أوكلاهوما.
وفقا لتوجيه مهير بابا، مكان دفن ميهيرا كان بجانبه في «سمادهي مهير بابا» (معبد فيه قبره).

## روابط خارجية
- موقع Meherameher.com
- ماهيرا أنثولوجي